# 武蔵中央電気鉄道1形電車
武蔵中央電気鉄道1形電車（むさしちゅうおうでんきてつどう1がたでんしゃ）は、武蔵中央電気鉄道が1929年（昭和4年）の同社路線開業に際して導入した路面電車形の電車である。
武蔵中央電気鉄道の運営路線は、京王電気軌道（現・京王電鉄）への譲渡を経て1939年（昭和14年）に全線廃止となり、1形電車は全車とも日本国内外の鉄軌道事業者各社へ譲渡された。そのうち、江ノ島電気鉄道へ譲渡された1両は、後年栃尾電鉄（後の越後交通栃尾線）へ再譲渡されて1975年（昭和50年）まで在籍し、1形電車に属する車両群では最も長く運用された。
以下、本項では1形電車として導入された車両群を「本形式」と記述し、他事業者への譲渡後の動向についても詳述する。

## 導入経緯
武蔵中央電気鉄道は東京府（現・東京都）八王子市を拠点に、市内中心街と鉄道省の八王子駅および玉南電気鉄道（後の京王電気軌道）の東八王子駅（現・京王八王子駅）を結び、また高尾山方面への観光輸送を目的として設立された。1929年（昭和4年）11月には第一期開業区間として追分 - 浅川駅前間の併用軌道路線が開通、営業を開始した。
開業に際しては日本車輌製造本店にて9両の路面電車形半鋼製2軸ボギー車を新製、この9両の電車には1形の形式称号と1 - 3・5 - 10の車両番号が付与され、4は忌み番として当初より欠番とされた。翌1930年（昭和5年）には12・13の2両が増備され、同時に9を11と改番した。
本形式は路面からの乗降の便宜を図るため同時代の路面電車車両としては珍しい低床構造を採用したほか、同時代の他事業者における一般的な路面電車車両の車体幅は2,200 - 2,400 mm台のところ、本形式は車体幅2,118 mmの狭幅車体で設計・製造された点を特徴とした。これは軌道法軌道建設規程第8条「街路にあっては車体外有効巾員（道路有効幅）を各側3.64 m以上必要とする」に起因するもので、併用軌道が敷設された甲州街道および八王子駅前通りの道路幅の関係から決定された車体寸法であった。

## 車体
車体長11,125 mm・車体幅2,118 mmの、構体主要部分を普通鋼製とした半鋼製車体を備える。
前後妻面には540 mm幅の前面窓を3枚均等配置し、前面中央窓上の幕板部には行先表示窓が設置されている。また、前後妻面下部には台枠部を延長する形でバンパーが設けられ、前照灯は腰板中央部に、後部標識灯は幕板部の前面向かって左側に、それぞれ前後各1灯備える。
側面には車体前後に700 mm幅の1枚引き扉構造の片開客用扉を2箇所設置する。開閉方向はいずれも車端方向とし、車端部の戸袋に相当する部分には500 mm幅の側窓を備える。客用扉間には610 mm幅の一段落とし窓構造の側窓を11枚配置し、側面窓配置は1 D 11 D 1（D：客用扉、各数値は側窓の枚数）である。
各客用扉下部には路面からの乗降を考慮して1段式の内蔵ステップを備えるほか、軌条面からの床面高さも車体中央部の800 mmに対して、車体前後の乗務員区画および客用扉周辺は710 mmと90 mm低床化されている。そのため、客用扉開口部の車体中心側から直後の側窓にかけての車内床面をスロープ状として段差を吸収しており、スロープ部分については座席を設置せず立席スペースとしている。
屋根上には通風器としてお椀形ベンチレーターを屋根部中央へ4基設置する。
車内はロングシート仕様で、天井部にはつり革と白熱灯仕様の車内照明を1両あたり4基設置する。

## 主要機器
制御装置は路面電車車両として一般的な直接制御方式とし、日立製作所DR直接制御器を各運転台に搭載する。
主電動機は当初定格出力37.5 kWの直流直巻電動機を採用、各台車の内側軸（第2・第3軸）へ1両あたり2基搭載した。ただし、運用開始後の1932年（昭和7年）に、武蔵中央電気鉄道線の輸送需要低迷から主電動機出力低減による電気代節減を意図して、12・13の2両を除く9両については定格出力26.25 kWの中古品への換装が実施された。歯車比は37.5 kW仕様車が4.27 (64:15)、26.25 kW仕様車が4.50 (63:15) に設定された。
制動装置は三菱電機製のSM-3直通ブレーキを常用制動として採用し、広瀬製作所製の手用制動を併設する。
台車は鋳鋼組立形の軸ばね式台車である日本車輌製造C形を装着する。日本車輌製造C形台車は、日本車輌製造が路面電車および小型郊外電車向けに設計・製造した台車形式であり、本形式が装着するC形台車の固定軸間距離は1,372 mmで、車輪径は660 mmの小径仕様である。
集電装置はトロリーポールを採用、屋根上前後端部へ各1基搭載する。

## 運用
導入後は武蔵中央電気鉄道が運営する路線全線にて運用された。
武蔵中央電気鉄道の運営路線は折からの経済不況や、鉄道省中央本線の電化完成および京王電気軌道御陵線の開通などに起因して営業成績は開業当初より低迷を続けた。1937年（昭和12年）に武蔵中央電気鉄道は保有する路線など資産の一切を京王電気軌道へ譲渡し、事業者としての武蔵中央電気鉄道は解散することを決定、同年7月に両社間にて譲渡契約を締結した。資産の譲渡に際しては保有路線のうち不採算区間の廃止が条件とされたことから、同時期より路線縮小を見越した余剰車両の売却が開始された。1937年（昭和12年）10月に13が、翌1938年（昭和13年）3月に8が除籍され、前者は大雄山鉄道へ、後者は金石電気鉄道へそれぞれ譲渡された。
武蔵中央電気鉄道は1938年（昭和13年）6月1日付で保有資産を京王電気軌道へ譲渡し、解散した。本形式のうち残存した1 - 3・5 - 7・10 - 12の9両も京王電気軌道へ継承されたが、そのうち1・10・12の3両が同年7月に芸南電気軌道へ、6が同年8月に江ノ島電気鉄道へそれぞれ譲渡され、京王電気軌道に在籍する車両は2・3・5・7・11の計5両のみとなった。
残存した5両は引き続き旧武蔵中央電気鉄道線（京王電気軌道八王子線）にて運用されたが、翌1939年（昭和14年）6月1日付で京王電気軌道八王子線は営業休止となり、用途を失った本形式は全車除籍され、形式消滅した。この5両についても、除籍後は中国・北京電車電灯公司（北京市電）へ譲渡された。

## 譲渡車両
前述の通り、京王電気軌道への継承前後に6両が、旧武蔵中央電気鉄道線の全線廃止時に残る5両が、それぞれ他事業者へ譲渡された。
このうち北京電車電灯公司（北京市電）へ譲渡された2・3・5・7・11の計5両は、鉄軌道車両の斡旋業者である小島栄次郎（「小島栄次郎工業所」名義）に売却されたのち、1940年（昭和15年）に芝浦ふ頭より船便にて中国へ輸出され、北京市電へ転売されたものである。
なお、北京市電へ譲渡された5両は502形502 - 506の形式称号・車番が付与されたが、譲渡後の動向は不明とされる。

### 江ノ島電気鉄道
江ノ島電気鉄道は従来保有した4輪単車の代替を目的として他事業者にて廃車となった2軸ボギー車の導入を進めていたが、その一環として1形6を購入、100形115の形式・記号番号を付与し導入した。導入に際しては収容力増加を目的に、車体中央部を境界として点対称の位置の座席を撤去、車内座席配置を千鳥配置に改めた。その他、外観は塗装変更が実施された程度でほぼ原形のまま運用を開始したが、後年前照灯および後部標識灯の移設・台車交換による高床構造化・前面行先表示窓の埋込撤去などが施工された。
戦後、江ノ島電気鉄道線のプラットホーム高の嵩上げが実施された際、車体幅の狭い115は対応工事の施工対象外となり、1956年（昭和31年）に廃車となった。廃車後は江ノ島電気鉄道においては不適とされた狭幅車体が軽便鉄道規格に合致したため、1957年（昭和32年）7月に軽便鉄道路線（後の越後交通栃尾線）を運営する栃尾電鉄へ再譲渡された。
栃尾電鉄への導入に際しては台車間中心間隔の拡大および客用扉下部の内蔵ステップの切り上げのほか、運転機器の撤去・電装解除が施工され、付随車ホハ23の記号番号が付与された。事業者合併に伴い保有事業者が越後交通に変わったのちの1961年（昭和36年）6月に、東横車輛工事（現・東急テクノシステム）にて台枠延長を伴う車体の大改造が施工され、改造後は前面に貫通扉を備える側面窓配置2 D 10 D 2の鉄道車両となり、武蔵中央電気鉄道1形としての原形は完全に失われた。改造後は制御車クハ101形101と形式・記号番号を改めたのち、短期間で再び付随車ホハ23となり、1967年（昭和42年）7月に総括制御対応の制御車化改造を施工の上でクハ111形111と三たび形式・記号番号が変更され、1975年（昭和50年）3月の栃尾線全線廃止まで在籍した。

### 大雄山鉄道
1形13が後の伊豆箱根鉄道大雄山線に相当する路線を敷設・運営した大雄山鉄道へ譲渡され、デハ11の記号番号が付与された。導入に際しては大雄山鉄道線内のプラットホームへの対応のため客用扉下部の内蔵ステップの切り上げが施工された。
大雄山鉄道は1941年（昭和16年）に駿豆鉄道（後の伊豆箱根鉄道）へ吸収合併された。デハ11は駿豆鉄道へ継承されたのち、形式・記号番号がモハ8形8と改められ、戦後の1949年（昭和24年）には大雄山線への大型車両導入に伴い軌道線へ転属した。転属に際しては路面からの乗降を考慮して各客用扉下部へ1段折り畳み式の外付け乗降ステップが新設された。転属後、前照灯が前面幕板上部へ移設されたが、集電装置は終始原形のトロリーポール仕様であった。
モハ8は軌道線在籍車両としては唯一の鋼製車体を備える車両として、1963年（昭和38年）2月の軌道線全線廃止まで運用された。

### 金石電気鉄道
1形8が後の北陸鉄道金石線に相当する路線を敷設・運営した金石電気鉄道へ譲渡され、デ15形15の形式・記号番号が付与された。
金石電気鉄道は戦時統合により設立された北陸鉄道の発足に際して同社に吸収合併され、デ15は北陸鉄道へ継承されたのち、1949年（昭和24年）に実施された形式称号改訂にてモハ1100形1101（初代）の形式・記号番号が付与された。当初は金石線にて継続運用されたのち、1956年（昭和31年）に金沢市内線へ転属し、モハ2050形2051と形式・記号番号を改めた。
金沢市内線への転属に際しては、狭小な車両限界に対応するため妻面前頭部を側面客用扉付近より絞り込む形で狭幅化し、同時に3枚の前面窓のうち中央窓を拡幅して左右窓を縮小、また客用扉を従来の1枚引き扉から2枚引き扉構造に改造した。その他、主電動機を37.3 kWのものへ交換して出力向上を図り、集電装置についても小型の菱形パンタグラフへ換装されたが、これは後年他形式と同様にビューゲルへ再換装された。
金沢市内線は1967年（昭和42年）2月に全線廃止となり、モハ2051は同年9月にモハ2060形2両とともに福井鉄道へ再譲渡された。これは同社福武線の福井市内における併用軌道区間（福井新 - 福井駅前・田原町間）にて従来運用されたモハ60形を鉄道線区間へ転用するにあたり、同形式の代替となる併用軌道区間専用車両が必要となったため、譲渡に至ったものである。
福井鉄道においては、台車を従来装着したC-12からモハ60形より転用したC-9（車輪径860 mm、固定軸間距離1,500 mm）へ換装され、車輪の大径化により車体床面が上昇したことから各客用扉下部には1段折り畳み式の外付け乗降ステップが新設された。その他、集電装置をビューゲルから小型の菱形パンタグラフへ換装した。
導入に際しては形式・記号番号をモハ500形501と改め、併用軌道区間の区間運転に充当された。しかし、併用軌道が敷設された北国街道の交通量増加や輸送需要の低迷から区間運転は1969年（昭和44年）に廃止され、モハ501は同年9月7日付で除籍された。

### 芸南電気軌道
1形1・10・12が広島県呉市を拠点に阿賀・広方面への併用軌道路線を敷設・運営した芸南電気軌道へ譲渡され、同社50形50 - 52として導入された。同3両は芸南電気軌道においては初の2軸ボギー車体を備える大型車であった。
1942年（昭和17年）に至り、戦時下における輸送体制の強化を目的として、呉港を拠点とする帝国海軍より呉市に対して芸南電気軌道の運営路線・保有車両を買収し公営化するよう要請があり、同年12月に呉市交通局（呉市電）が発足した。50形は呉市交通局への継承後、戦後の1952年（昭和27年）に実施された形式称号改訂に際して500形501 - 503と形式・車番が変更された。
戦後、集電装置のビューゲルへの変更・前面中央窓の拡幅および左右窓の縮小・行先表示窓の大型化・前照灯の屋根上への移設などが施工され、1967年（昭和42年）12月の呉市電全線廃止まで運用された。